# نازیسم

حزب نازی از سواستیکا و رنگ‌های قرمز و سیاه که گفته می‌شود نشان‌دهندهٔ «خون و خاک» هستند، به عنوان نماد و سمبل خود استفاده می‌کند. در حقیقت سیاه، سفید و قرمز رنگ‌های قدیمی پرچم آلمان بودند.

نازیسم کوتاه شده ناسیونال سوسیالیسم (به آلمانی: Nationalsozialismus) که گاهی به آن فاشیسم هیتلری (به آلمانی: Hitlerfaschismus) یا هیتلریسم نیز گفته می‌شود، و در زبان فارسی به معنای سوسیالیسم ملی، جامعه‌گرایی ملی یا جامعه‌گرایی ملی‌گرایانه است، به مجموعهٔ ایدئولوژی‌های سیاسی-اجتماعی تمامیت‌خواهی راست تندرو و شیوه‌های وابسته به آدولف هیتلر و حزب نازی در آلمان نازی گفته می‌شود. نازیسم شکلی از فاشیسم است که برای لیبرال دموکراسی و نظام پارلمانی ارزشی قائل نیست.
در طرف مقابل نازی‌ها یهودیان را دشمنان شماره یک آلمان می‌خواندند. نازی‌ها مخالف نظام‌های کاپیتالیسم و کمونیسم بودند. آن‌ها اهداف سوسیالیسم ملّی را رفاه عمومی کارگران، افزایش دستمزدها و عدالت در تقسیم سرمایه‌ها اعلام کردند. نازیسم در آلمان امروزی غیرقانونی است؛ گرچه بقایا و احیاکنندگان نازیسم مشهور به «نئونازی‌ها» در آلمان و کشورهای خارج از آن مشغول فعالیت هستند.

## تاریخچه
پیش از اینکه واژهٔ ناسیونال سوسیالیسم در آلمان توسط حزب نازی به کار گرفته شود، ایدئولوژی مکتب آریایی‌گرایی توسط کنت گوبینوی فرانسوی و هوستن چمبرلین انگلیسی در قرن نوزدهم بنیان‌گذاری شد. پس از چندی این ایدئولوژی در میان مخالفان دموکراسی حامیان بسیاری پیدا کرد.
پس از اینکه آنتوان درکسلر حزب کارگران آلمان را بنیان‌گذاری کرد و آدولف هیتلر پس از مدتی به آن پیوست. هیتلر به سران حزب پیشنهاد داد تا یک تحول اجتماعی نیز در دستور حزب قرار گیرد که این پیشنهاد مورد موافقت قرار نگرفت؛ زیرا افزودن واژه سوسیالیسم به نام حزب امکان داشت حزب را به داشتن عقاید کمونیستی مشهور کند. پس از آنکه درکسلر از سمت خود کناره‌گیری کرد، آدولف هیتلر توانست جایگزین وی شود. هیتلر در اوّلین گام واژه سوسیالیسم را به نام حزب افزود و اعلام کرد که حزب سوسیالیسم کارگران آلمان در پی یک تحول اجتماعی از سرمایه‌داری به سوسیالیسم است؛ سوسیالیسمی خارج از چهارچوب کمونیسم. ورنر سومبارت اندیشمند آلمانی دربارهٔ مکتب آریایی‌گرایی می‌گوید:
نظریه رسالت جهانی ملت آریایی یا آلمانی چیزی نیست جز شکل جدیدی از باور یهودی به قوم برگزیده

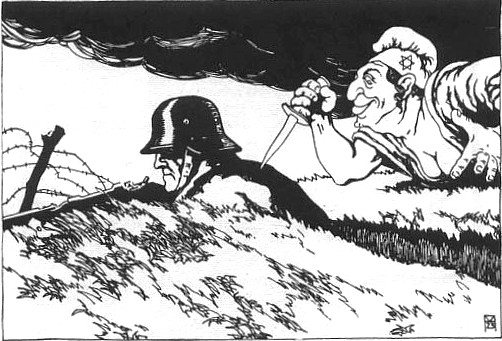
پوستری که خنجر زدن یهودیان از پشت به نیروهای آلمانی را نشان می‌دهد، سال ۱۹۱۹

یکی دیگر از عوامل مؤثر در ترویج ایدئولوژی آریایی‌گرایی، تأسیس «انجمن جهانی تئوسوفی» در سال ۱۸۷۵ در نیویورک توسط کلنل اُلکات بود. قابل ذکر است آرم این انجمن در اواخر قرن ۱۹ و اوایل قرن ۲۰، صلیب شکسته به همراه نماد ستاره داوود بود که بعدها این آرم با حذف ستاره داوود به آرم حزب نازی تبدیل شد.
عامل مؤثر دیگری که باعث تأسیس حزب نازی و قدرت گرفتن آدولف هیتلر شد، پدیدهٔ آنتی سمیتیسم(ضدسامی گرایی) بود. کادتها (دانش‌جویان مدارس نظامی آلمان) به عنوان ستون فقرات این پدیده که در میان بخش‌های عقب‌مانده جامعه آلمان گسترش یافت به حساب می‌آمدند. یکی از نخستین کانون‌های اشاعه ضدسامی گرایی در آلمان حزب سوسیال مسیحی کارگری آلمان بود. این حزب از تبلیغات ضدیهودی به عنوان تاکتیک برای نفوذ در میان توده‌های کارگری آلمان استفاده می‌کرد. در نتیجه در دهه‌های ۱۸۸۰ و ۱۸۹۰ میلادی، انجمن‌های ضدیهودی در آلمان به سرعت گسترش پیدا کردند و با پشتوانه‌های مالی کلان در انتخابات سال ۱۸۹۳ رایشتاگ (مجلس آلمان) موفق به اخذ ۲۵۰هزار رأی و ۱۶ نماینده شدند.

یکی دیگر از تبلیغ کنندگان موج ضدسامی گرایی، ویلهلم دوم امپراتور آلمان بود که از دوستان صمیمی سِر ارنست کاسل (از یهودیان ثروتمند انگلیسی و از دوستان نزدیک ادوارد هفتم پادشاه انگلیس) بود.

از دیگر مروجان پدیده‌های آریایی گرایانه و ضدسامی گرایانه هوستن چمبرلین بود. وی در سال ۱۸۹۸ کتابی با عنوان بنیاد سده نوزدهم منتشر کرد که در آن تاریخ معاصر اروپا را به عنوان عرصه تعارض دو نژاد «آریایی» و «سامی» ترسیم می‌کرد. قیصر ویلهلم شخصاً این کتاب را برای فرزندانش می‌خواند و او بود که دستور داد که این کتاب در دانشگاه افسری آلمان تدریس شود. قابل ذکر است که هوستن چمبرلین انگلیسی طی سال‌های ۱۸۸۹–۱۹۰۹ به‌طور منظم به کاخ ویلهلم، قیصر آلمان، رفت‌وآمد داشت و با ادعای پیوند با استادان غیبی به رویاهای او در زمینه سروری بر جهان و ایجاد نژاد نوین دامن می‌زد. چمبرلین پس از جنگ جهانی اول و شکست آلمان نیز همچنان مروج عقاید آریایی‌گرایانه بود و زمانی که هیتلر در صحنه سیاست آلمان ظهور کرد، وی را به عنوان ناجی نژاد آریایی اعلام نمود. وی که در سال ۱۹۲۳ شخصاً با هیتلر ملاقات کرده بود بعدها در نامه‌ای به او نوشت:
همین که ملت آلمان یک هیتلر را متولد می‌کند نشانه نیروی حیاتی اوست.

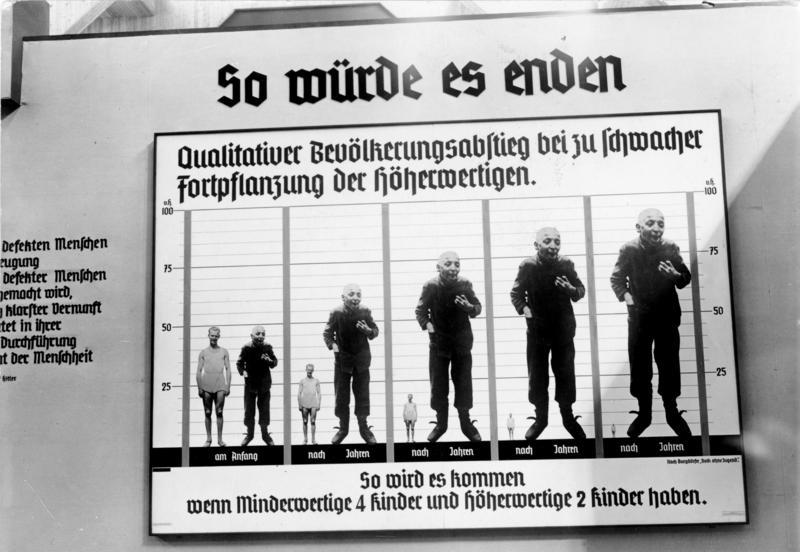
تصویر نمایشگاه معجزه خلقت برلین ۱۹۳۵، در این تصویر نمایش می‌دهد که اگر نژادهای پایین‌تر (بر اساس اندیشه حزب نازی) بیشتر زاد و ولد کنند(۴ بجه نسبت به ۲ بچه) درصد جمعیت آنها در برابر نژاد برتر، چگونه می‌شود

از دیگر موارد تأثیرگذار بر ظهور نازیسم فرقه‌ای به نام انجمن تول بود که در سال ۱۹۱۲ در مونیخ تأسیس شد. بنیان‌گذار این سازمان فردی به نام رودلف گلوئر بود که به نام کنت هنریش فن سباتندروف معروف بود. وی که در اوایل قرن ۱۹ در استانبول(عثمانی) اقامت داشت و تاجری ثروتمند به‌شمار می‌رفت پس از بازگشت به آلمان، اندیشه تول، سرزمین مرموز و افسانه‌ای آریایی‌های باستان، را با وام گرفتن از کتاب «آموزه سرّی» پی‌ریزی کرد و هدف خویش را سروری نژاد برتر اعلام داشت و به جذب اعضای خاندان‌های اشرافی و ثروتمندان و کارخانه‌داران آلمانی به این انجمن پرداخت. با اوجگیری جنبش انقلابی در آلمان و به ویژه قیام کارگران باواریا، یک شبکه تروریستی به ریاست دیتریش اکارت ایجاد کرد که یکی از اقدامات آن قتل کورت ایزنر رئیس‌جمهور باواریا بود. طی سال‌های ۱۹۱۹–۱۹۲۳ این سازمان به ۳۰۰ عملیات تروریستی دست زد. از اعضای انجمن تول می‌توان افرادی چون فرانتس گورتنر وزیر دادگستری باواریا، یوهنر رئیس پلیس مونیخ، ویلهلم فریک معاون یوهنر، رودلف هس و هوسهوفر نظریه‌پرداز انجمن را نام برد. بعدها در دولت هیتلر، فرانتس گورتنر وزیر دادگستری و ویلهلم فریک وزیر کشور شد و تعالیم هوسهوفر دستمایه اصلی هیتلر در نگارش کتاب نبرد من قرار گرفت. مورخان انجمن تول را قدرتمندترین سازمان مخفی آلمان در دوران صعود نازیسم می‌دانند.
در زمان صعود هیتلر در آلمان(۱۹۳۸)، دولت نویل چمبرلین در انگلیس بر سر کار بود و سرسخت‌ترین هوادار هیتلر در این دولت لرد هالیفاکس بود. در این دوره زمانی دولت بریتانیا اقدامات بسیاری را جهت تحکیم پایه‌های اقتدار هیتلر انجام داد. نقش اینتلیجنس سرویس (سازمان اطلاعاتی بریتانیا) را از طریق فعالیت‌های ایگناس تربیش لینکن می‌توان پیگیری کرد. در آستانه جنگ جهانی اول، تربیش لینکلن به عنوان نماینده اینتلیجنس سرویس با سازمان اطلاعاتی آلمان وارد ارتباط شد. وی از اوایل سال ۱۹۱۹ به‌طور کامل در آلمان مستقر شد و نقش فعالی در عملیات‌های خرابکارانه گروه‌های افراطی فاشیستی داشت. در این دوران وی یکی از عوامل اصلی در سازمان‌دهی و تحرکات گروه‌های اوباش موسوم به «لشکر آزاد» بود که حزب نازی از درون آن‌ها زائیده شد. از اقدامات این گروه می‌توان قتل «والتر راتنو»(وزیر خارجه آلمان) در ۲۴ ژوئن ۱۹۲۲ و همچنین قتل «رزا لوکزامبورگ» و «کارل لیبکنخت» را نام برد.

در همین زمان بود که فعالیت سیاسی هیتلر آغاز شد و وی به عنوان مأمور مخفی سازمان ضداطلاعات ارتش آلمان، و در رابطه به برخی رهبران نظامی چون ژنرال اریش لودندورف، گروه کوچک خود را تأسیس کرد. گروهی که سپس به حزب ناسیونال سوسیالیست کارگری آلمان تبدیل‌شد. در نوامبر ۱۹۲۳ ژنرال اریش لودندورف و هیتلر کودتای نافرجامی را ترتیب دادند که به کودتای مونیخ معروف است. قابل ذکر است یکی از گردانندگان طرح‌های متعدد کودتایی هیتلر و ژنرال اریش لودندورف، تربیش لینکلن بوده است.

## پشتیبانی از جریان‌های فاشیستی
بسیاری از احزاب سیاسی و سیاست‌مداران راست‌گرا در اروپا از پدید آمدن فاشیسم و نازیسم استقبال نمودند. این احزاب مخالف شوروی، معتقد بودند که هیتلر منجی تمدن غرب و سرمایه‌داری در مقابل بلشویسم می‌باشد. در سال‌های ۱۹۲۰ و اوایل ۱۹۳۰ نازیسم از طرف احزابی چون حزب محافظه کار انگلستان، در اواخر سال‌های ۱۹۳۰ و ۱۹۴۰ نهضت فاشیستی اسپانیا (فالانژیسم)، اشخاص سیاسی و نظامی که خواستار ایجاد دولتی «مقتدر» بودند، و لژیون فرانسویان مخالف بلشویسم (اِل وی اِف) و دیگر مخالفان شوروی حمایت می‌گردید.
حزب محافظه کار انگلستان و راست‌گرایان فرانسه در میانه و اواخر سال‌های ۱۹۳۰ از رژیم نازی دلسرد شدند و حتی شروع به انتقاد از توتالیتاریسم (رژیم حکومت متمرکز در یک قدرت مرکزی) کردند. حزب کبود هم از جمله حزب‌هایی بود که در سال ۱۹۴۲ شروع به حمایت از این تفکر کرد. از برخی از مفسران معاصر عقیده داشتند که اعمال این احزاب در حقیقت حمایت از نازیسم می‌باشد.

## عوامل موفقیت نازیسم

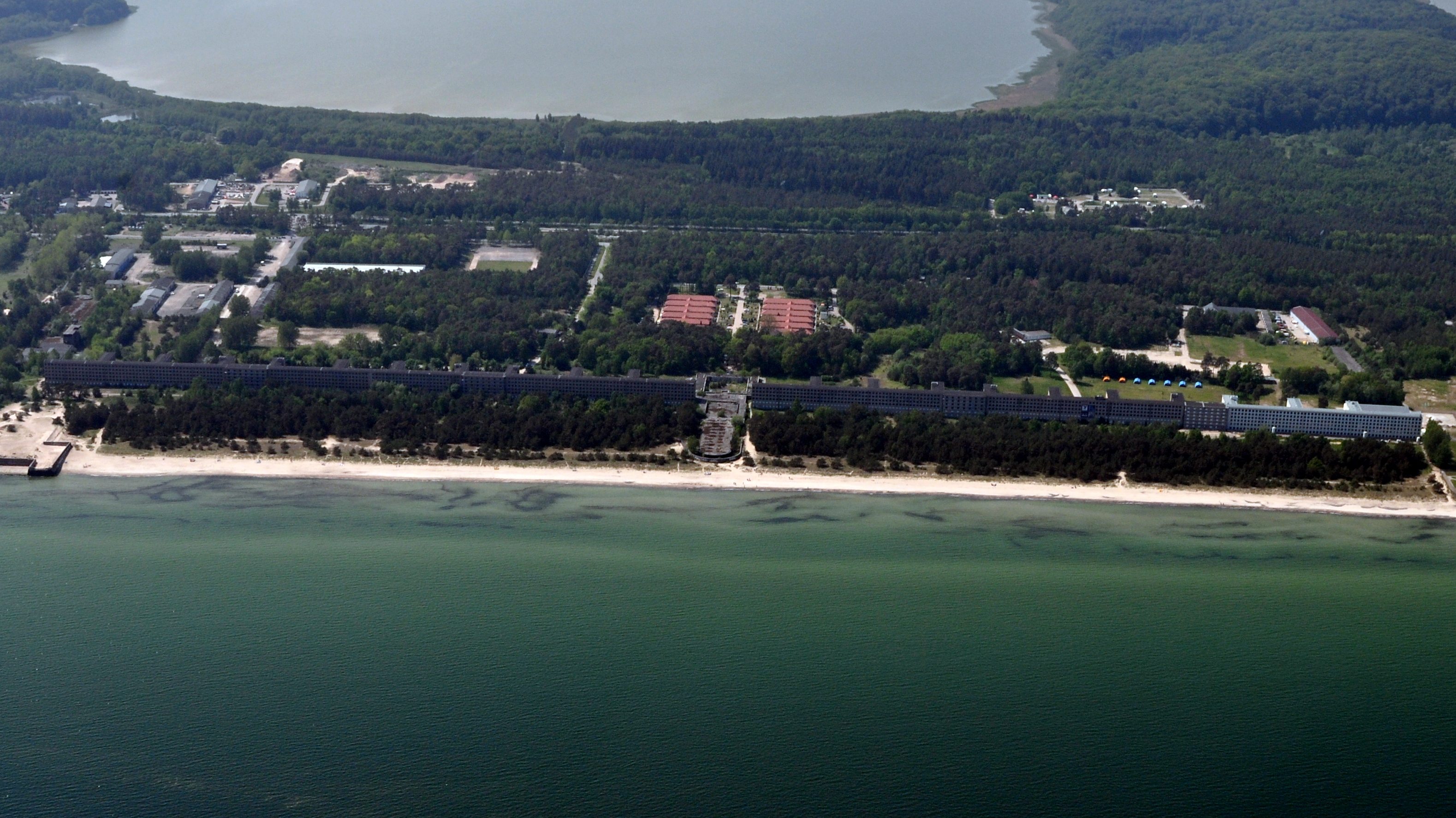
پرورا ۲۰۱۱

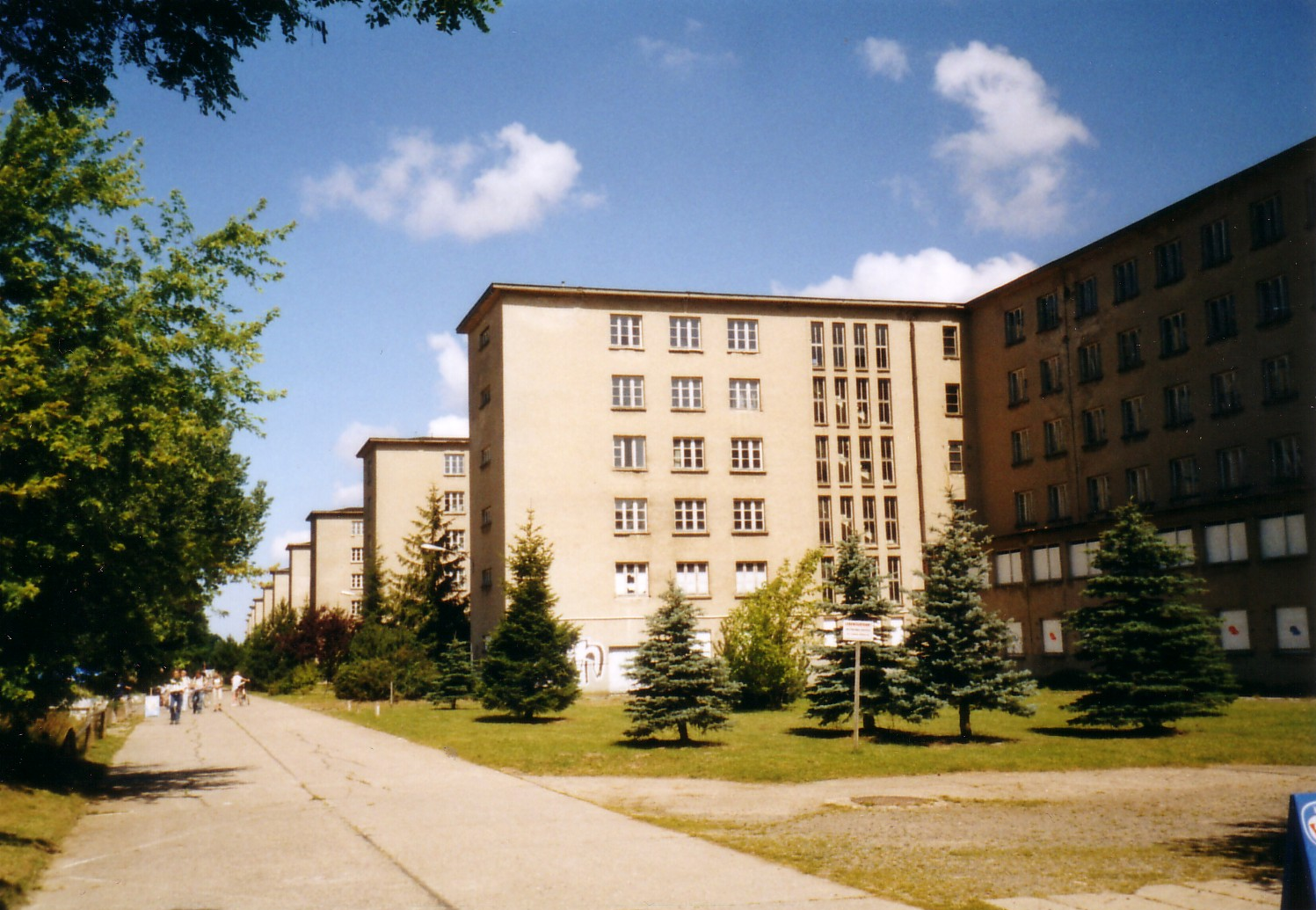
کولوس وُن پرورا یا «عظمت پرورا»

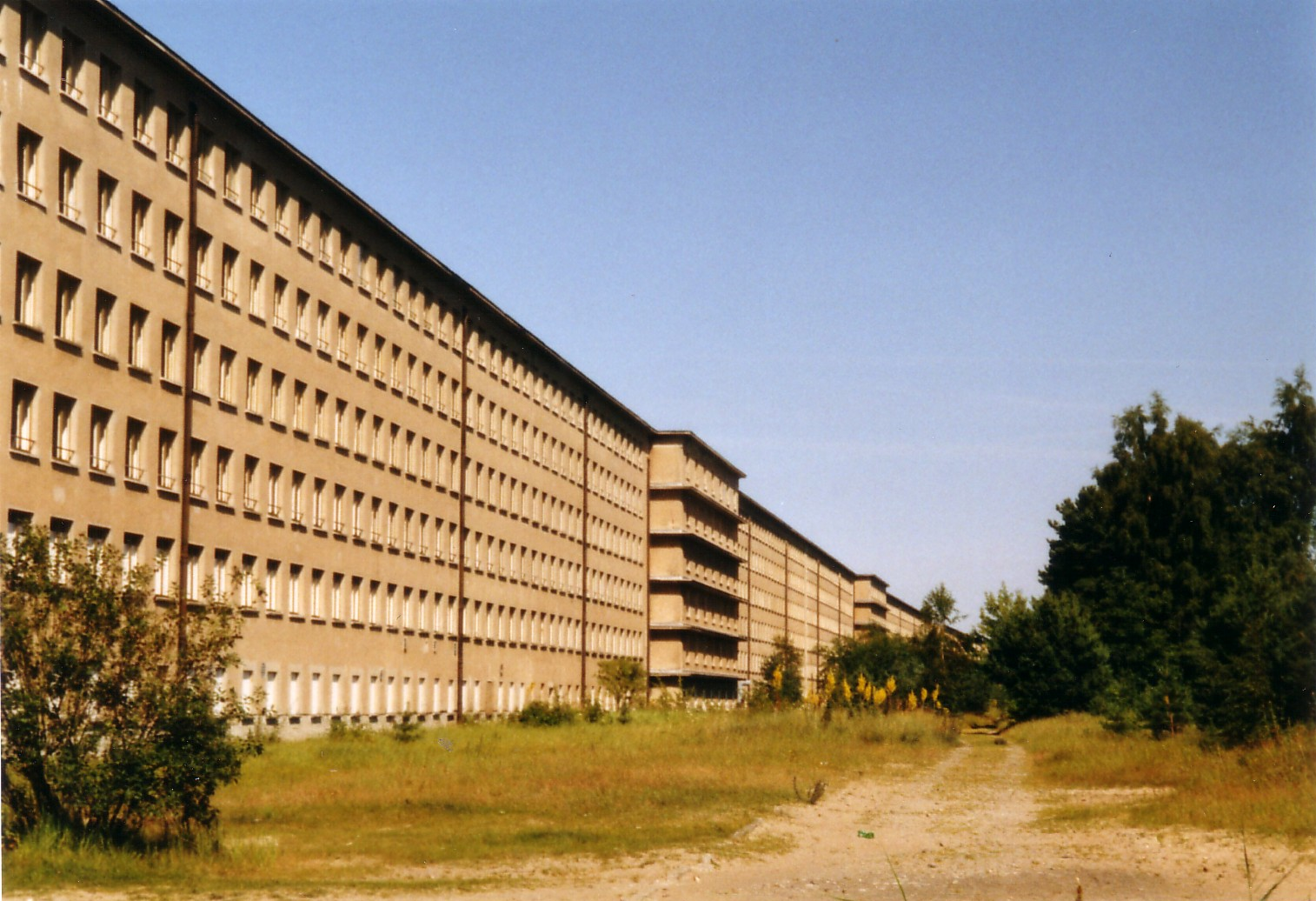
نمای ساحلی پرورا

این سؤال مهمی است، که در رابطه با عوامل موفقیت نازیسم نه تنها در آلمان، بلکه در کشورهای دیگر اروپایی از سال ۱۹۳۰ تا ۱۹۴۰ نازیسم در سوئد، انگلیس، ایتالیا، اسپانیا، و حتی در آمریکا طرفدار پیدا کرده بود و در دهه بیست و سی قرن اخیر مطرح می‌باشد. عوامل زیر را می‌توان در خصوص عوامل موفقیت نازیسم نام برد:
- تحقیر آلمان و جریمه آن در معاهده ورسای پس از جنگ جهانی اول.
- بحران اقتصادی شدید در آلمان، اروپا و جهان پس از جنگ جهانی اول.
- خطر درخواست سوسیالیسم از طرف طبقه کارگر آلمان پس از جنگ جهانی اول.
- نداشتن آشنایی سیاسی مردم، پس از سرنگونی سلطنت در بسیاری از کشورهای اروپایی.
- مشاهده نقش سرمایه داران و بانک‌ها در وقوع جنگ جهانی اول و سودجویی آنها.
- مشاهده ثروت یهودیان سرمایه‌دار در آلمان.
- تنفر از یهودیان.

مهم‌ترین عامل رشد نازیسم و حفظ پاشنه‌های قدرتش تبلیغات گسترده عوام‌فریبانه سوسیالیستی کارگرمحور و روز کارگر حزب نازی بود، تبلیغات خودروی مردمی سوسکی شکل و سیاه‌رنگ ولکس واگن اولیه (کی‌دی‌اف واگن یا کرافت دوخ فروید واگن یا همان ماشین قدرت از طریق شادی که قدرت از طریق لذت KdF نام همان وزارت تفریحات خانوادگی نازیسم بود) که با نام بیتل نیز شناخته می‌شود یکی از پروژه‌های اصلی این طرح بود که نهایتاً به بخشی از طرح کلاهبرداری بزرگ هیتلر از مردم خودش منتهی شد که پول‌های اندک اندک پس‌اندازشده کارگران برای طرح‌های تفریحی کارگری عمومی مانند ولکس‌واگن یا طرح عظیم هتل‌های تفریحی پرورا برعکس صرف آغاز و پیشبرد جنگ جهانی دوم در راستای اهداف عقیدتی هیتلر شد و هیچ‌یک از کارگران نه به ولکس‌واگن رسیدند نه به پرورا. پس از شکست نازیسم کارگران آلمان شرقی با دیکتاتوری جدیدی از کمونیسم روبرو شدند که در پی بازستاندن حقوق آن‌ها از ولکس‌واگن نبود و دوباره مجبور به کار کردن برای داشتن ماشین مردمی سوسیالیستی دیگری این بار به نام ترابانت بودند اما کارگران آلمان غربی بعداً بواسطه پیگیری از طریق مراجع قضایی به حقوق خود رسیدند. یکی از مدال‌های سوسیالیستی هیتلر مدال کارگری داس و چکش آلمانی: Tag Der Arbeit روز کارگر بود که در سال ۱۹۳۷ زیر دو بال عقاب و چلیپای حزب ناسیونال‌سوسیالیست کارگران آلمان داس و چکش قرار گرفته است و این مدال این روزها به عنوان عتیقه بین کلکسیونرها خرید و فروش می‌شود.

## بنیادهای اندیشه نازی

### تأثیرات جانبی
اصول کلی مورد استفاده در تصدیق سیاست دیکتاتوری دستورهایی بودند که در جهت تبعیض‌نژادی و توقیف تمام دارایی‌هایشان در تمام ایالات، و هم چنین سرکوب مخالفان صادر می‌گردید.

## نقش ملت
دولت نازی بر اساس نژاد برتر «ملت آلمان» بنا شده بود. این چکیده اصلی کتاب نبرد من بود، که شعار آن هم «یک ملت، یک حکومت، یک پیشوا» بود.

## ملت و تاریخ
برجسته‌ترین عضو حزب نازی آدولف هیتلر بود، که از ۳۰ ژانویه ۱۹۳۳ تا زمان مرگ در ۳۰ آوریل ۱۹۴۵ بر آلمان نازی حکومت می‌کرد و همچنین رهبری آلمان را در جنگ جهانی دوم بر عهده‌داشت. پس از جنگ، بسیاری از سران نازی در دادگاه نورنبرگ محکوم به جنایت جنگی و جنایت ضدبشریت شدند.

## فهرست کتاب‌ها